# Commenchon
Commenchon é uma comuna francesa na região administrativa de Altos da França, no departamento de Aisne. Estende-se por uma área de 3,33 km². Em 2010 a comuna tinha 218 habitantes (densidade: 65,5 hab./km²).